# J. J. Isler
Jennifer J. Fetter Isler dite J.J. Isler, née le 1er décembre 1963 à La Jolla (Californie), est une skipper américaine.

## Biographie
J.J. Isler remporte la médaille de bronze en 470  aux Jeux olympiques d'été de 1992 avec Pamela Healy et la médaille d'argent en 470 aux Jeux olympiques d'été de 2000 avec Pease Glaser.